# Janne Schäfer
Janne Schäfer (Henstedt-Ulzburg, 28 mei 1981) is een Duits topzwemster.
Tijdens de EK kortebaan 2005 in Triëst wist Schäfer beslag te leggen op de Europese titel op de 50 meter schoolslag. Haar tijd van 30,62 was genoeg om de concurrenten Beata Kamińska en Jelena Bogomazova voor te blijven.
Schäfer zwemt voor de Duitse zwemploeg van TV Jahn Wolfsburg en Team Bath. Ze wordt gecoacht door Andrei Vorontsov en Kim Swanwick. Naast haar zwemcarrière studeert ze psychologie in Bath (Engeland).